# Mishima-shuku
Mishima-shuku (三島宿, Mishima-shuku) était la onzième des cinquante-trois stations du Tōkaidō durant la période Edo du Japon. Elle est située à Mishima, préfecture de Shizuoka.

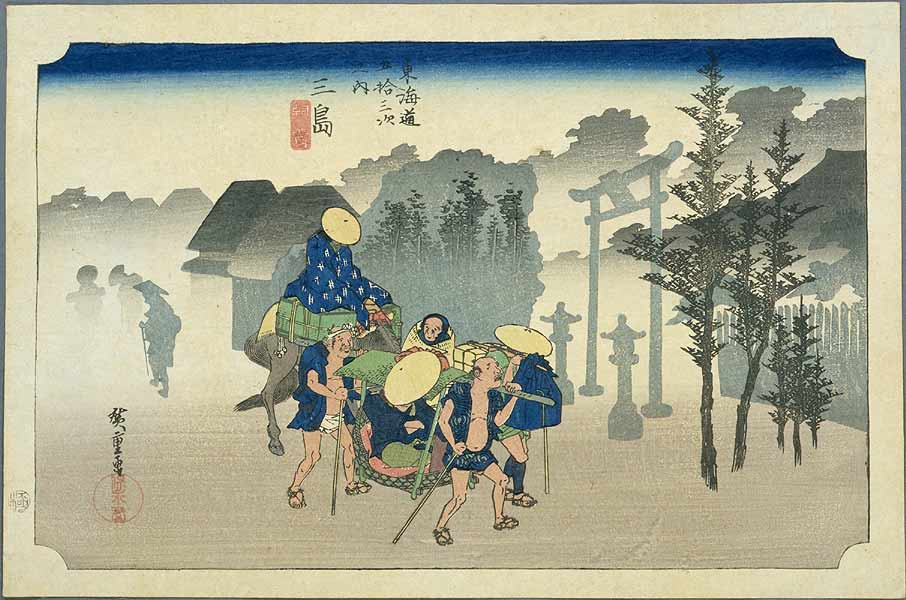
Brume matinale près de Mishima, années 1830, 11e estampe de Hiroshige de la série Les Cinquante-trois Stations du Tōkaidō, musée d'État de Berlin.

Elle a donné son nom à l'estampe d'Ando Hiroshige : Brume matinale près de Mishima datant de 1833. Cette gravure est exposée au musée d'État de Berlin.

## Histoire
Il y avait à Mishima-juku deux auberges (honjin) et 74 autres petites auberges à l'intention des voyageurs. Mishima était la seule station (shukuba) dans la province d'Izu. C'était la capitale traditionnelle de la province d'Izu de l'époque de Nara et l'emplacement d'un sanctuaire shinto de très grande importance. Jusqu'en 1759, Mishima était le site du daikansho, siège du gouvernement pour les hatamoto (serviteur de classe) désignés par le shogunat Tokugawa pour diriger la province d'Izu.
Par ailleurs, comme l'eau coule du mont Fuji à la ville, celle-ci était appelée la « capitale de l'eau ».

## L'estampeBrume matinale près de Mishima
Source : 

L'estampe classique d'Ando Hiroshige appartient au mouvement artistique japonais ukiyoe de la période Edo. Le titre de l'estampe est écrit dans un sceau rouge en haut du dessin. Les idéogrammes inscrits à gauche expliquent que l'endroit représenté est Mishima et que l'estampe appartient à une série comportant 53 gravures retraçant les 53 étapes de la route du Tōkaidō entre les villes d'Edo et de Kyoto. À l'époque, cette série de gravures a peu de valeur. Elles sont offertes en cadeau ou font office de souvenirs. C'est leur exportation en Europe qui apporte à ces œuvres un début de reconnaissance artistique. Elles vont influencer des artistes comme Edgar Degas, Claude Monet ou Vincent van Gogh. En 1893, Camille Pissarro parlera de Hiroshige comme d'un « merveilleux impressionniste ».
Cette gravure montre, au premier plan, deux voyageurs se mettant en route dans les brumes du matin. L'un est à dos de cheval, assis sur des paquets. Peut-être est-ce un marchand ? Tandis que l'autre voyage dans une sorte de palanquin (kago) très sommaire où il est assis en tailleur, bras croisés, tête baissée. Un tapis posé sur l'unique barre de bois permet de le protéger des intempéries. Les visages des deux voyageurs ne sont pas visibles. Ainsi, Hiroshige laisse-t-il la possibilité au spectateur de s'identifier. Les porteurs sont souvent des paysans qui effectuent seulement une partie du trajet long et difficile. Celui qui guide le cheval porte une protection contre la pluie en paille de riz.
On voit, à droite, le portail traditionnel chinois (torii) qui annonce le sanctuaire Mishima-taisha derrière deux lanternes de pierre (tōrō) et une clôture. À gauche de l'estampe, les contours de toits et de quelques maisons sont dessinés. Les randonneurs se résument en des ombres rendues expressives grâce au mouvement.
Les personnages semblent flotter dans une atmosphère vaporeuse. Pour obtenir cet effet de brume qui enveloppe le paysage au loin, Hiroshige utilise de subtils dégradés de bleus et de gris. C'est l'utilisation par les imprimeurs d'une technique spécifique appelée bokashi qui permettait de produire ces nuances.